# Sinigami
A Halálistenek, japánul sinigami (死神), olyan istenek, akik a halálba csalogatják vagy ösztökélik az embereket. A japán vallás és kultúra több részén megjelennek.

## Halálistenek a japán vallásban

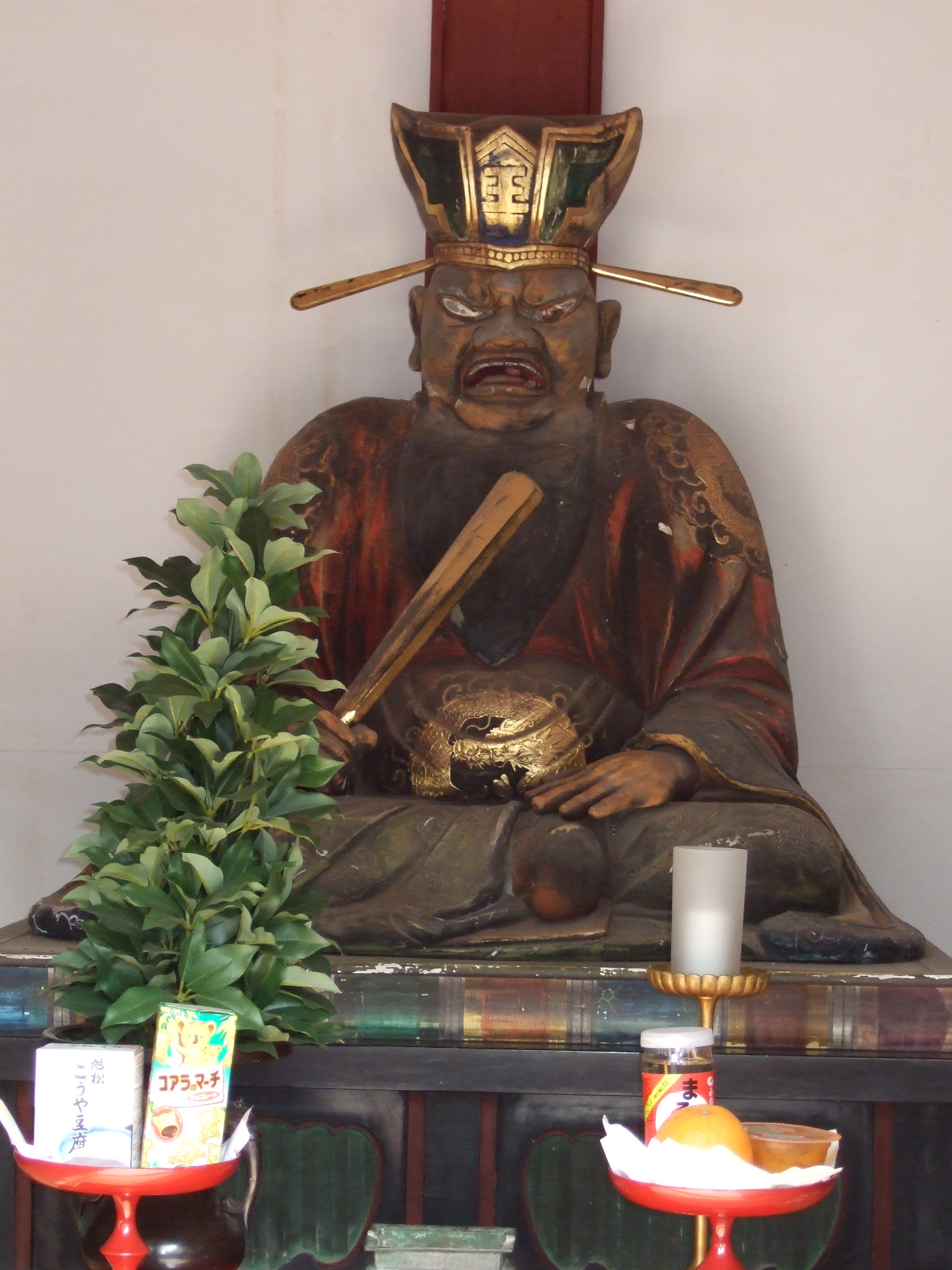
Mijazu, Kiotó prefektúra. Egy Jama (Enma) szobor a Nariai-dzsiben

A buddhizmusban a Mrtyu-mara egy halállal kapcsolatos Mara. Egy démon, mely az embereket arra készteti, hogy meg akarjanak halni, és úgy tartják, hogy ha megszáll valakit, a sokktól azonnal öngyilkos akar lenni, és emiatt gyakran halálistenként magyarázzák. Továbbá, a Yogacara-ról szóló Yogacarabhumi-sastra-ban egy démon volt, mely eldöntötte az emberek halálának idejét. A Jamát az alvilág királyát és az onikat szintén egyfajta halálistennek gondolják.

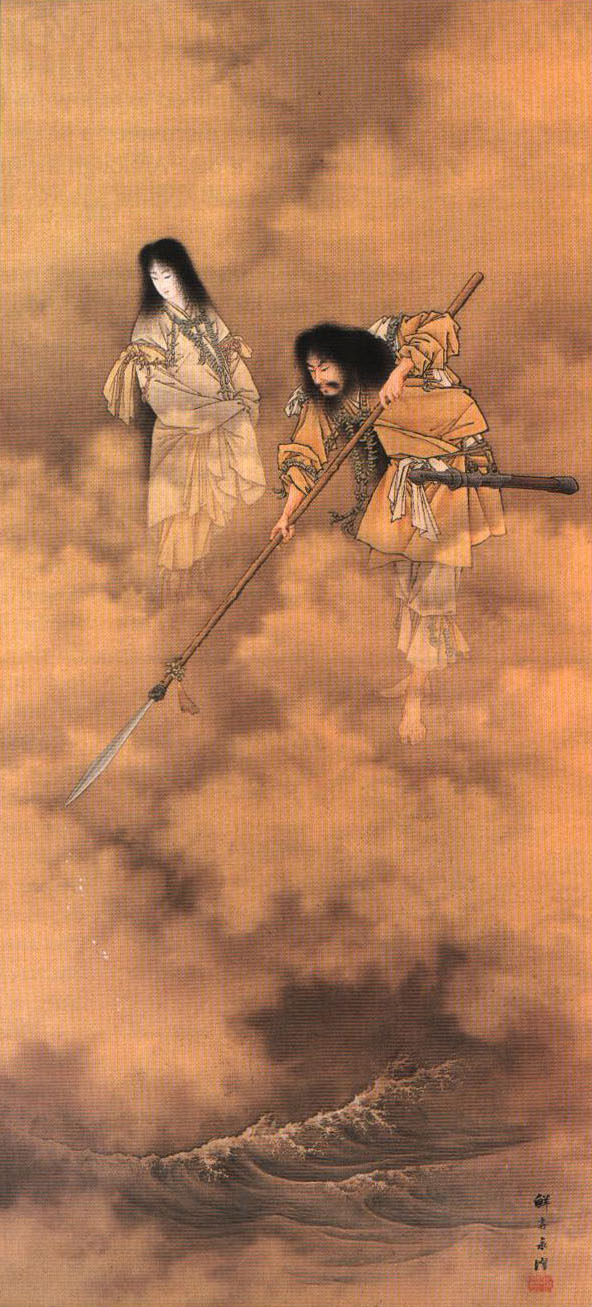
"Amanonu ábrázolása a Kék Tengerben való keresésről (天瓊を以て滄海を探るの図)" Kobajasi Eitaku illusztrációja. Izanami a bal oldali alak

A Sintóban és a japán mitológiában Izanami adta a halált az embereknek, és emiatt néha halálistenként tekintenek rá.
Viszont másnak tartják Izanamit és Jamát a nyugati mitológiák halálisteneitől, és mivel a buddhizmusban ateizmus lett rögzítve, ezért néha úgy tűnik, hogy a halálisten, mint fogalom nem is létezik. Bár a japán buddhisták hitében a kidszin és az onrjó elvettek emberi életeket, mégis a halálisten, mint aki az embereket a holtak világába irányít, többek szerint nem létezik.

## Halálistenek a ningjó dzsóruriban
Általánosságban a halálisten szót (死神, "shinigami") nem igazán használták a klasszikus japán irodalomban, és nem sokat írtak róluk, de az Edo-kortól a halálisten szó megjelenik Csikamacu Monzaemon ningjó dzsóruri műveiben és olyan klasszikus irodalomban, ami kettős öngyilkosságról szól.
1706-ban a Sincsú Nimai Szósi előadásában, mely olyan férfiakról és nőkről szólt, akiket a halál irányába hívtak, azt írták: "az út, melyre a halál istene vezet". 1709-ben a Sincsúha ha Kóri no Szakudzsicuben egy nő, aki kettős öngyilkosságra készült egy férfivel, azt mondta, hogy "az élet mulandósága egy halálisten csalogatásában". Sosem derült ki, hogy egy halálisten jelenléte volt-e az oka az öngyilkosságuknak, vagy hogy a halálisten egy példa volt a kettős öngyilkosságuk helyzetére, sőt olyan értelmezés is volt, hogy a halálisten egy kifejezés az élet mulandóságára.
Ezen kívül 1720-ban, a The Love Suicides at Amijima előadásában elhangzott egy kifejezés, "akit megszállt egy halálisten." Mivel a szereplő egy papírárus volt, ezért a halállal szembenézve úgy írta a "papír" (紙, kami) szót, hogy "isten" (神, kami), de bizonyos értelmezések szerint Csikamacu nem gondolt halálisten létezésére.

## Halálistenek a klasszikus irodalomban

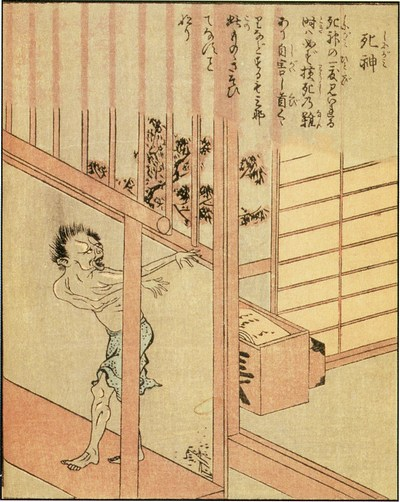
"Sinigami" az Ehon Hjaku Monogatariban. Takehara Sunszenszai illusztrációja

Az Edo-korban született klasszikus irodalomban a halálisteneket embereket megszálló lényekként említik meg. Az 1841-es Ehon Hjaku Monogatari olyan történetet tartalmaz, aminek a címe Sinigami. Ebben azonban a halálisten egy elhunyt lélek, akit rossz szándék vezérelt, közrejátszott olyan rosszindulatú tettekben, amik még élő emberek rossz útra térítését eredményezte (értsd halál) ami megismétlődőt egy olyan helyen, ahol már történt gyilkosság. Például olyan helyen ugyanazon öngyilkosságra való rávezetés, ahol már felakasztották magukat a múltban. Ezáltal ezek a halálistenek valamifajta irányítási erővel rendelkeznek, ami arra ösztönzi az embereket, hogy meghaljanak. Hasonlóan ír egy Bakumacu-kori értekezés, a Hank no Uragaki, mely beszél az Icuki-ról, ami az embereket ösztönözte arra, hogy akasszák fel magukat, és ezekhez kapcsolódnak még olyan népi vallási mondák, mint például a gaki-cuki és a sicsinin misaki.
Az Edo-kor végén Sózan Mijosi tanulmányíró 1850-ben készült tanulmányában, a Sózan Csomon Kisú egyik történetében, melynek címe "Egy halálisten által megszállva nehezebbé válik beszélni, vagy könnyebb hazudni", egy olyan történetet ír le, amiben egy halálisten által megszállt prostituált arra ösztönöz egy férfit, hogy kettős öngyilkosságot kövessenek el. Mokuami Kavatake 1886-os kabukijában, a Mekuranagaja Umega Kagatobiban, egy halálisten szállja meg az emberek gondolatait és arra ösztökéli őket, hogy rossz cselekedeteikre gondoljanak és meg akarjanak halni. Ezek inkább júkik (vagyis kísértetek és yúreiek), vagy gonosz lelkek.
A Enchó San'jútei rakugo írónak az egyik előadásának címe Sinigami volt, de a történetét az olasz opera darabból, a Crispino e la comare-ből és a Grimm fivérek egyik történetéből, a Godfather Death-ből vette.

## Halálistenek a népi hiedelemvilágban
A halálistenekről a népi hiedelemvilágban és népi vallásokban is beszélnek a háború után. A Kumamoto prefektúrai Mijadzsima mórese szerint, azoknak, akik éjszaka kimennek és visszatérnek, hogy fogadjanak valakit, teát kell inniuk, vagy meg kell enniük egy tál rizst alvás előtt, különben egy halálisten jönne el, ha ezt nem teszik meg.
A Sizuoka prefektúrai Hamamacu város környékén egy halálisten megszállhatja az embereket és hegyekhez, tengerekhez, vasútvonalakhoz vezetheti el őket, ahol emberek haltak meg. Ezeken a helyeken egy "halál forduló" (siniban) történne, az ott levő élőket a holtak hívnák, hogy jöjjenek következőnek, és ha nincs ott más, aki meghalhatna következőnek, akkor a lelkük sosem emelkedne fel. Okajama prefektúrában van egy régi hagyomány, a Higan. Délben vagy napnyugtakor nem szabad a holtak sírjait meglátogatni, mert különben egy gonosz halálisten szállja meg az embert. Ha viszont ez mégis megtörtént, napfelkeltekor ismét el kell menni, hogy ezzel megtisztítsuk a halálistentől a testet. A népi hiedelemben néha az emberek úgy gondolják, hogy a holtak kísértetei (bórei), akiknek nincs senkijük, akik bálványoznák őket, igazából társakat keresnek és hívogatják az embereket, hogy csatlakozzanak hozzájuk.

## Halálistenek a modern popkultúrában
A háború után a halálisten nyugati koncepciója elérte Japánt, a halálistenekhez emberi természetet kezdtek társítani és sok történet témájává vagy szereplőjévé váltak. Elsőként a Sóva-korban, Mizuki Sigeru GeGeGe no Kitaró című mangájában jelentek meg így, majd egy 1979-es televíziós drámában, a "Nippon Meiszaku Kaidan Gekidzsóban", ahol Nakamura Gandzsiró kabuki színész egy halálistent játszott. A Heiszei-kortól kezdve mangákban, animékben, és light novelekben jelentek meg, és sokszor maguk a művek egyik fő témájává váltak. Ilyenek például a Death Note, a Full Moon o Szagasite, a Bleach, a Jami no Macuei, a Kurosicudzsi, a Yu Yu Hakusho, az Inukami! és a Soul Eater. Gyakran megjelennek játékokban is, mint a Sin Megami Tenszei, a Final Fantasy és a Dragon Quest sorozatok. A Tóhó Project című játékban Onozuka Komacsi egy halálisten. A Naruto mangában és animében az egyik dzsucu egy halálistent hív elő, ami elzárja a használó és az ellenfél lelkét.

## Fordítás
- Ez a szócikk részben vagy egészben  a   Death god (Japan) című angol Wikipédia-szócikk ezen változatának fordításán alapul.  Az eredeti cikk szerkesztőit annak laptörténete sorolja fel. Ez a jelzés csupán a megfogalmazás eredetét és a szerzői jogokat jelzi, nem szolgál a cikkben szereplő információk forrásmegjelöléseként.